# Styloleptus guilartensis
Styloleptus guilartensis es una especie de escarabajo longicornio del género Styloleptus, tribu Acanthocinini, subfamilia Lamiinae. Fue descrita científicamente por Micheli y Micheli en 2004.

## Descripción
Mide 4,4 milímetros de longitud.

## Distribución
Se distribuye por Puerto Rico.